# Kladistik
Kladistik er den mest prominente af forskellige metoder til rekonstruktion af evolutionære slægtskaber mellem levende væsner.
Kladistiske metoder baserer sig på analyse af "delte afledte kendetegn" eller synapomorfier. Kladistiske analyser danner grundlaget for de fleste moderne klassificeringer, der forsøger at gruppere organismer på basis af evolutionære slægtskaber.

Se også Fylogenetisk systematik
- Wikimedia Commons har flere filer relateret til Kladistik